# Winschoten
Winschoten  è una località olandese situata nel comune di Oldambt, nella provincia di Groninga. Fino al 31 dicembre 2009 costituiva comune autonomo.